# Sit
Sit (italsky Zit) je neobydlený ostrov v Jaderském moři. Je součástí Chorvatska, leží v Zadarské župě a je součástí souostroví Kornati (popřípadě tzv. Žutsko-sitské ostrovní skupiny). Ostrov není trvale obydlen. Nejvyšším vrcholem je kopec Veli vrh (84 m), dalšími vrcholy jsou Vlašić (78 m) a Borovac (60 m). U pobřeží se nacházejí zátoky Dunđurina uvala a Pahaljica. Na ostrově se nachází několik apartmánů a drobný přístav.
Většími sousedními ostrovy jsou Lavdara, Pašman a Žut. Sit je obklopen mnoha ostrůvky, do nichž patří Balabra Vela, Balabra Mala, Šćitna, Gangarol, Borovnik, Kurba Mala a Brušnjak.